# コーニング (企業)
コーニング（英: Corning Incorporated）は、アメリカ合衆国ニューヨーク州コーニングに本社を置く世界最大級のガラス製品メーカーである。1851年にエイモリー・ホートン・シニア（英: Amory Houghton）によって創立され、一族による経営が100年以上続いた。現在の主力製品は液晶ディスプレイ用ガラスパネル、望遠鏡ガラス、光ファイバーなど。

## 沿革
- 1851年 - ユニオングラスカンパニーとしてエイモリー・ホートンによって創業。ベイステートグラスカンパニーなどを買収しながら成長。
- 1864年 - 会社を一旦売却後、ブルックリンフリントガラス会社を買収。
- 1868年 - コーニング・フリント・グラス・ワークスに改名。食器や温度計管を手がける。従業員約100名。
- 1871年 - 負債のため設備を売却。
- 1875年 - 創業者の息子ホートンジュニアにより業績回復。設備購入後、コーニング・グラス・ワークスに社名変更。鉄道信号ガラス器、温度計管および製薬のガラス器などを手がける。
- 1879年 - 工場内にてトーマス・エジソンが発明した白熱電球に用いる球状ガラス容器の製造に成功。
- 1897年 - 温度計管材料を精密に製造する有能な機械類の開発により躍進。
- 1907年 - 自動的に白熱電球を吹く機械を開発。
- 1908年 - 鉄道信号協会は、アメリカ・カナダのすべての鉄道の信号機の基準としてコーニンググラスを採用。
- 1912年 - 鉄道信号機用ランタンのための耐久性が高い低膨張耐熱ガラスを開発。
- 1915年 - 耐熱ガラスであるホウケイ酸ガラスに関して「パイレックス」を商標登録。
- 1917年 - 科学薬品用ガラス製品にもパイレックス商標を導入。
- 1918年 - 世界中でライセンス生産を許可し始め、パイレックスブランドが広がる。
- 1935年 - パロマー天文台のヘール望遠鏡用に直径200インチ (5.08m) のガラスを製作、重量は20tを超え当時世界最大であった。
- 1947年 - テレビ用ブラウン管の大量生産を開始。
- 1961年 - アメリカ初の有人宇宙飛行を行なったマーキュリー・レッドストーン3号のガラス窓を製造。
- 1965年 - 日本国内にて岩城硝子株式会社（岩城ハウスウエアを経て、現在はAGCテクノグラス）がライセンス契約を締結。イワキガラスブランドで2011年現在も生産中。
- 1972年 - 自動車の排気ガス処理用セラミックス多層基板を開発。
- 1982年 - アクティブマトリクス液晶ディスプレイ用の高品質ガラスの製造開始。
- 1989年 - 会長兼CEOジェームスRホートンによりコーニングに社名変更。
- 1990年 - 主鏡ガラスを製造したハッブル宇宙望遠鏡と国立天文台ハワイ観測所すばる望遠鏡がそれぞれ運用、建設を開始。
- 1996年 - 初のホートン一族外のCEOとしてロジャー・アッカーマンが就任。通信業界向け光ファイバー、ケーブル、光通信接続機器類を始め、コンピュータ機器向け高性能ガラス、テレビスクリーン、情報端末ディスプレイ、半導体業界および化学分野などで使用される高純度合成石英ガラス、自動車業界向け特殊ガラスセラミック素材、理化学用実験器材など、先端技術を供給する世界有数のハイテク企業となる。
- 1998年 - ローテクノロジー的な分野である食器製造・販売部門をボーデンに売却。
- 2005年 - ディスカバリーチャンネル望遠鏡の主鏡ガラスを製造。
- 2007年 - AppleのiPhone向けにゴリラガラスを製造。
- 2009年 - シャープ堺工場の稼働開始に併せて、同敷地内でガラス基板の生産を開始[1]。
- 2024年 - シャープが堺工場でのテレビ用パネルの生産を停止したことを受けて、同工場内でのガラス基板の生産を停止。日本での生産事業から撤退[1]。

## ホートン一族
創業者のホートン一族は多くがハーバード大学に進学し、大学にホートン図書館を寄付している。彼らは会社の工場を見渡す「ザ・ノール」と呼ばれる豪邸に住み、経営を退いた後には公職に就いた例が多い。創業者のひ孫で同名のアモリー・ホートンはアイゼンハワー政権で駐仏大使を、その息子のエイモは共和党の下院議員を、エイモの弟のジェイミーはメトロポリタン美術館会長を務めた。